# ارتجال (لغة)
الارتجال عند أهل العربية والميزان هو نقل اللفظ من معناه الموضوع له إلى معنى آخر لا لمناسبة بينهما، كجعفر علما بعد وضعه للنهر على ما هو مذهب الجمهور، فإنهم قالوا: الأعلام تنقسم إلى منقول ومرتجل، وخالفهم سيبويه، وقال:
الأعلام كلها منقولة، فاللفظ بمنزلة الجنس.